# Sistema Yoshizawa-Randlett

Diagrama que utiliza o sistema Yoshizawa-Randlett para produzir um grou (tsuru)

O Sistema Yoshizawa-Randlett é um padrão aceito internacionalmente para desenhar diagramas que mostrem os passos para reproduzir um determinado modelo de origami.
Padrões para diagramas de origami já existiam desde 1797 quando foi publicado o primeiro livro do gênero: Senbazuru Orikata. Entretanto os diagramas eram confusos e deixavam incertezas sobre os passos.
Este sistema foi criado por Akira Yoshizawa em 1954 para seu livro Origami Geijutsu no qual utilizou um padrão de linhas pontilhadas, tracejadas entre outros símbolos para indicar as formas das dobras. Posteriormente Samuel Randlett e Robert Harbin refinaram o padrão adicionando outros símbolos.